# Linia kolejowa Culoz – Modane
Linia kolejowa Culoz – Modane – francuska linia kolejowa o długości 135 km. Biegnie od Culoz koło Chambéry, przez Saint-Jean-de-Maurienne do Modane. Wraz z włoską linią kolejową Turyn – Modane jest często nazywana "Koleją Fréjus" lub "Koleją Mont Cenis".
Linia została wybudowana w latach 1856 - 1871. Jest linią dwutorową i zelektryfikowaną. Jest częścią połączenia kolejowego Paryż - Lyon - Turyn - Mediolan.